# Tegha
Das Tegha  ist ein Schwert aus Indien.

## Beschreibung
Das Tegha hat eine schwere, gebogene Klinge. Die Klingen sind meist mit einer etwa 23 cm bis 30 cm langen Rückenklinge gearbeitet, die vom Ort zum Heft läuft. Das Heft ist meist aus Metall und in der gleichen Form wie das Heft des Talwars (Parier kreuzförmig, Knauf scheibenartig) gearbeitet. Manchmal hat das Heft aber die Form des Khanda-Heftes. Im Gegensatz zum Talwar, hat das Tegha eine breitere, stärker gebogene Klinge. Es gibt Versionen, die einfach gearbeitet sind, aber auch solche, die mit Silber- oder Goldverzierungen (koftgari) geschmückt sind.
Das Tegha ist wahrscheinlich Hindu-Ursprungs und wurde von den Mogulen, Marathen und Rajputen verwendet.